# 元朝秘史

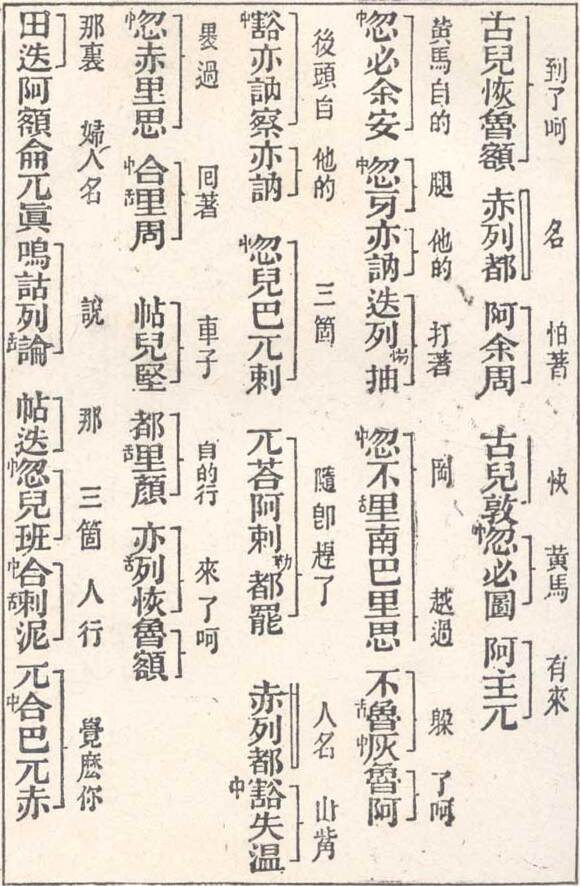
1908年に中国で出版された『元朝秘史』。左側の大文字は漢字で表されたモンゴル語、右側の小文字は中国語訳と注釈。

『元朝秘史』（げんちょうひし）は、中世モンゴルの歴史書。『モンゴル秘史』と呼ばれることもある。チンギス・カンの一代記を中核に、その族祖伝承から後継者オゴデイの治世の途中までの歴史が記されている。作者は不明。成立年は諸説あるが、13世紀中とする見解が主流である一方、14世紀前半であるとする説得力ある仮説も存在する（後述）。

## テキストの特徴
元朝秘史は元々口承文学である。元朝秘史の現存するテキストは、12巻本と15巻本がある。原典はウイグル文字によるモンゴル語で書かれたと考えられているが、既に失われている。ただ、17世紀のモンゴル語年代記『アルタン・トブチ』（黄金史）に元朝秘史と同系統の記述が含まれていることが知られ、モンゴル語による写本が存在した証拠と考えられている。
現存するテキストのうち12巻本は、明の洪武年間に原典のモンゴル語を漢字で音写し、さらに中国語の訳をつけたもので、本編10巻と続集2巻で構成される。一方、15巻本は永楽年間に12巻本を抄出して再構成し、『永楽大典』に収めたものである。
内容的には12巻のほうが優れているとされるが、15巻本は伝存する12巻本が写本を重ねる間に誤記したと思われる箇所を補うことができるため、12巻本の校勘などにも用いられうる。
12巻本は、漢字で音訳されたモンゴル語原文の個々の語彙に中国語で逐語訳をあて、さらに節ごとに抄訳を付け加えているので、当時のモンゴル語の語彙の発音や意味を分析することができ、中世モンゴル語研究の資料としても大きな価値をもつ。
なお、『元朝秘史』の書名は伝存本に付された中国語書名であるが、12巻本の冒頭にあるモンゴル語「忙中豁侖紐察脱察安」すなわち「Mongγol-un Niuča Tobča'an」（モンゴルン・ニウチャ・トブチャアン、「モンゴルの秘密の歴史」の意）を意訳したものと考えられる。

## 内容
12巻本は、本編がチンギス・カンの祖先伝承から生い立ち、青少年時代、モンゴル高原統一事業の遂行を経て、カン（王）に即位する1206年までを描き、続集がチンギス・カンの征服事業からその死までに続けて後継者オゴデイの即位（1229年）やその治世における外征や宮廷組織の再編などいくつかの出来事を記して終わる。
概して前半部分はチンギス・カンとその周辺の言動を生き生きと描いた英雄史譚的な性格を持つのに対し、後半部分はエピソードや命令書の引用を書き連ねた歴史叙述的性格が強まるとされている。
元朝秘史は『元史』（14世紀後半）や『集史』（14世紀初頭）などのやや後代の編纂になる歴史書と比較すると、両者には見られない事件に関する記述が多く含まれること、本文が押韻を踏み、会話文を多用するなど文学的な特徴を色濃く持つことが挙げられる。また、全体的に説話の描き方が劇的であり、描写が生き生きとして「草原の匂いに溢れる」と評される。このように、そのすぐれた文学性や類書に見えない劇的なエピソードは魅力的であり、チンギス・カンを描いた多くの歴史小説が元朝秘史を元にしている。
一方、他書と比較すると事件の前後関係や経緯、内容などが説明に都合の良いように自由に改変されている箇所が随所に見られるとされ、記述の史実性には疑問が残るとされている。こうした特徴から、元朝秘史は「歴史書というよりは一種の歴史小説とみるべき」とする見解も見られる。ただ、元朝秘史の語る英雄物語的なエピソードには集史などとも重なるところが多く見られ、また十三翼の戦いの勝敗をはじめ、他資料でみられる過度なチンギス・カンの美化や失点隠匿が無く、より史実に近いとされる部分も多い。歴史的事実を記録しているか否かは別問題としても、13世紀後半から14世紀前半のモンゴル人たちが先祖の英雄物語として語り伝えた記憶を濃厚に反映した書であると多くの歴史家は考えている。

## 成立年
元朝秘史の成立年は長年にわたる論争があり、決着を見ていない。
成立年の根拠となるのは、続集最末尾の第282節にある記述、「大クリルタイの開かれた鼠の年の7月に、ケルレン川のコデエ・アラルという場所にオルド（幕営）があったときに書き終えた（大意）」である。従って、干支が（子年）である年に成立したことはほぼ疑いなく受け入れられているが、これがどの年にあたるかについてが問題となる。
古くから研究者によって提唱されてきた代表的な説は、1228年、1240年、1252年、1264年、1276年などがある。
- 1228年説は、チンギス・カンが亡くなった翌年に後継者を選ぶために開かれたクリルタイの席で書かれたとするものである。しかし、続集が明らかにオゴデイ治世期の記述を含む以上、第282節が続集の末尾に置かれていることと矛盾するため、支持者は少ない。ただ、第282節が本来は本編第10巻の末尾または続集のチンギス・カンの死に関する記述の直後にあったものが続集のオゴデイ治世期の追補時に場所を移し変えられたと考え、1228年を大半の成立年とみなす小澤重男らの説もある。
- 1240年はオゴデイの治世末期にあたり、12巻本を初めて外国語に翻訳した那珂通世をはじめ、最も多くの研究者に支持されている説で、モンゴル国でもこの説が有力である。ただ、この年にコデエ・アラルでクリルタイが開かれた史実は見当たらないことが、この説の重大な弱点として残される。
- 1252年説は、元朝秘史の中に、帝位がオゴデイ家からトルイ家に移ることを暗示した箇所があることを根拠に、前年からコデエ・アラルでトルイ家のモンケを推戴するクリルタイが開かれていた1252年を成立年とした。しかし、内容をより仔細に検討すると、さらに下って1258年の高麗遠征を示すと思われる記述、1260年以降のクビライ治世に改名された地名などが見られる。そこで、1264年説や1276年説が提唱されているが、これらには裏づけとなるクリルタイ開催の史実がないことが弱点となる。

この他に、子年にコデエ・アラルで開かれたクリルタイはもう一回あり、1324年の泰定帝即位時のものである。これはチンギス・カン在世当時からあまりにも時代が下りすぎるためほとんど考慮されてこなかったが、1980年代になって岡田英弘がこの年を成立年として提唱した。すなわち、例えば13世紀末以降にカアン（ハーン）の外戚として繁栄したコンギラト部族のことを「代々カアン（ハーン）の家と通婚して皇后を出してきた」と言っている箇所があり、13世紀末以降の人々の考え方が混入していると判断できるという。岡田によれば、元朝秘史はチンギス・カン廟の祭祀が晋王の称号を持つ王族によって始められた1292年から後に祭祀のための縁起として口承された頌詩であり、1324年に筆写されたのだという。

## 研究史
元朝秘史は中国では長らく『永楽大典』所収の15巻本のみが知られていたが、国外では存在も知られておらず、ようやく19世紀中葉に至ってロシアの掌院パルラディ・カファロフによって翻訳が出版された。一方、12巻本は清の考証学者によって再発見され、20世紀に至って再発見された12巻本が国内外の歴史家の手に渡り、広く知られるようになる。
元朝秘史は成立年代がチンギス・カンの死後からそれほど離れていない時期であると考えられ、また『元史』や『集史』には見られない記述をふんだんに含むことから、20世紀の前半にはチンギス・カンの青年期を伝える貴重な史料として歴史学において幅広く使われた。20世紀の後半に入り、『集史』の記述との詳細な比較を通じて、別々の年に起こった別々の事件が同時に連続して起こった事件として記述されていることが明らかにされ、史料として用いる際には、注意すべき所があると考えられるようになった。
一方、モンゴル語による解釈を含めた文献学・言語学的な研究は日本の那珂通世による12巻本最初の外国語訳注『 成吉思汗実録』が先駆であるが、広く行われるようになったのは20世紀中頃からである。フランスのペリオ、ドイツのヘーニシュ、ベルギーのモスタールト、ロシアのコージン、日本の小林高四郎らが研究や訳注を行った。また、20世紀の後半に、小澤重男が数十年をかけて元朝秘史の詳細な言語学的研究を行い、日本語への全訳及び浩瀚な全釈を著している。

## 主な日本語訳
- 那珂通世『成吉思 汗 実録』大日本図書、1907年1月18日。
- 小林高四郎 訳『蒙古の秘史』生活社、1940年2月20日。(要登録)
- 岩村忍『元朝秘史 チンギス=ハン実録』中央公論社〈中公新書18〉、1963年6月25日。(要登録) - 抜粋訳と紹介
- 村上正二『モンゴル秘史　チンギス・カン物語』 平凡社東洋文庫（全3巻）、1970-76年。
- 小澤重男『元朝秘史』 岩波文庫 全2巻、1997年。